# Cholet Agglo Tour 2024
La 45e édition de Cholet Agglo Tour (anciennement : Cholet-Pays de la Loire) a lieu le 17 mars 2024. Cette course cycliste d'un jour fait partie de la Coupe de France et du calendrier UCI Europe Tour 2024 en catégorie 1.1 (troisième niveau mondial).
Cette course est aussi inscrite au calendrier de la Coupe de France en tant que 4e manche de l'édition 2024.
L'épreuve est remportée par Paul Lapeira de l'équipe Décathlon AG2R La Mondiale qui s'impose devant Alexis Renard (Cofidis) et Tom Van Asbroeck (Israel Premier Tech Academy). 

## Présentation

### Parcours
Partant et arrivant sur l'avenue Anatole Manceau de Cholet, le tracé parcourt les alentours de cette ville de Maine-et-Loire pour y revenir et franchir une première fois la ligne d'arrivée après 157 kilomètres. Ensuite, les coureurs parcourent six tours de 8 kilomètres tracés dans l'agglomération de Cholet pour se disputer la victoire lors du septième passage de la ligne d'arrivée après 205 kilomètres.

### Équipes participantes
Le Cholet Agglo Tour est classée en catégorie 1.1 du circuit  UCI Europe Tour. Par conséquent, la course est ouverte aux équipes UCI WorldTeam dans la limite de 50 % des équipes participantes, aux équipes continentales professionnelles, aux équipes continentales et aux équipes nationales.
Dix-huit équipes participent au Cholet Agglo Tour: quatre WorldTeams, six ProTeams et huit équipes continentales, pour un total de 124 coureurs :
| WorldTeams (4)- Arkéa-B&B Hotels - Cofidis - Decathlon-AG2R La Mondiale - Groupama-FDJ ProTeams (6)- Bingoal WB - Burgos-BH - Equipo Kern Pharma - Euskaltel-Euskadi - Team Novo Nordisk - TotalEnergies Équipes continentales (8)- Beltrami TSA-Tre Colli - BHS-PL Beton Bornholm - CIC U Nantes Atlantique - Israel Premier Tech Academy - Nice Métropole Côte d'Azur - Saint Michel-Mavic-Auber 93 - Tarteletto-Isorex - Van Rysel-Roubaix |
| |

### Principaux coureurs présents
Aucun vainqueurs des éditions précédentes n'est au départ de la course. Les principaux favoris attendus sont des sprinters : Luca Mozzato, Sam Bennett, Émilien Jeannière, Milan Fretin ou encore Tom Van Asbroeck. Quelques baroudeurs sont aussi considérés comme des favoris à l'instar de Clément Venturini, Alexandre Delettre ou encore Paul Lapeira, déjà vainqueur la veille de la Classic Loire-Atlantique 2024 et désormais leader de la Coupe de France.

### Diffusion
La course est diffusée sur Eurosport et sur France 3 Pays de la Loire.

## Classements

### Classement final
| \| Classement général \| Classement général \| Classement général \| Classement général \| Classement général \| \| Coureur \| Coureur \| Pays \| Équipe \| Temps \| \| ------------------ \| ------------------ \| ------------------ \| --------------------------- \| ------------------ \| \| 1er \| Paul Lapeira \| France \| Decathlon-AG2R La Mondiale \| 4 h 22 min 02 s \| \| 2e \| Alexis Renard \| France \| Cofidis \| + 1 s \| \| 3e \| Tom Van Asbroeck \| Belgique \| Israel Premier Tech Academy \| + 1 s \| \| 4e \| Jordan Labrosse \| France \| Decathlon-AG2R La Mondiale \| + 1 s \| \| 5e \| Matyáš Kopecký \| Tchéquie \| Team Novo Nordisk \| + 1 s \| \| 6e \| Jason Tesson \| France \| TotalEnergies \| + 1 s \| \| 7e \| Emmanuel Morin \| France \| Van Rysel-Roubaix \| + 1 s \| \| 8e \| Francisco Galván \| Espagne \| Equipo Kern Pharma \| + 1 s \| \| 9e \| Timothy Dupont \| Belgique \| Tarteletto-Isorex \| + 1 s \| \| 10e \| Maël Guégan \| France \| CIC U Nantes Atlantique \| + 1 s \| |                  |          |                             |                 |
| |                  |          |                             |                 |
| Source : ProCyclingStats |                  |          |                             |                 |
| Classement général |                  |          |                             |                 |
| Coureur | Coureur          | Pays     | Équipe                      | Temps           |
| 1er | Paul Lapeira     | France   | Decathlon-AG2R La Mondiale  | 4 h 22 min 02 s |
| 2e | Alexis Renard    | France   | Cofidis                     | + 1 s           |
| 3e | Tom Van Asbroeck | Belgique | Israel Premier Tech Academy | + 1 s           |
| 4e | Jordan Labrosse  | France   | Decathlon-AG2R La Mondiale  | + 1 s           |
| 5e | Matyáš Kopecký   | Tchéquie | Team Novo Nordisk           | + 1 s           |
| 6e | Jason Tesson     | France   | TotalEnergies               | + 1 s           |
| 7e | Emmanuel Morin   | France   | Van Rysel-Roubaix           | + 1 s           |
| 8e | Francisco Galván | Espagne  | Equipo Kern Pharma          | + 1 s           |
| 9e | Timothy Dupont   | Belgique | Tarteletto-Isorex           | + 1 s           |
| 10e | Maël Guégan      | France   | CIC U Nantes Atlantique     | + 1 s           |

## Attributions des points

### Classement UCI
La course attribue aux coureurs le même nombre des points pour l'UCI Europe Tour 2024 et le Classement mondial UCI.
| Position           | 1er | 2e | 3e | 4e | 5e | 6e | 7e | 8e | 9e | 10e | 11e | 12e | 13e à 15e | 16e à 25e |
| Classement général | 125 | 85 | 70 | 60 | 50 | 40 | 35 | 30 | 25 | 20  | 15  | 10  | 5         | 3         |

### Classements Coupe de France
L'ordre d'arrivée de l'épreuve détermine le nombre de points attribués pour le classement général individuel de la Coupe de France 2024.
| Position | 1er | 2e | 3e | 4e | 5e | 6e | 7e | 8e | 9e | 10e | 11e | 12e | 13e | 14e | 15e |
| Points   | 50  | 35 | 25 | 20 | 18 | 16 | 14 | 12 | 10 | 8   | 6   | 5   | 3   | 3   | 3   |

Le classement par équipes de la Coupe de France est établi de la manière suivante : on additionne les places des trois premiers coureurs pour définir le score de chaque équipe. Puis les équipes sont classées par score décroissant. L'équipe avec le total le plus faible sera la première et recevra 12 points au classement des équipes, jusqu'à la neuvième équipe qui marquera deux points. Seules les équipes françaises marquent des points.
| Position | 1re | 2e | 3e | 4e | 5e | 6e | 7e | 8e | 9e |
| Points   | 12  | 9  | 8  | 7  | 6  | 5  | 4  | 3  | 2  |

## Liste des participants
| Légende | Légende                                                                    | Légende | Légende                                                    |
| ------- | -------------------------------------------------------------------------- | ------- | ---------------------------------------------------------- |
| Num     | Dossard de départ porté par le coureur sur le Cholet Agglo Tour            | Pos     | Position à l'arrivée de la course                          |
|         | Indique un maillot de champion national ou mondial, suivi de sa spécialité | NP      | Indique un coureur qui n'a pas pris le départ de la course |
| AB      | Indique un coureur qui n'a pas terminé la course                           | HD      | Indique un coureur qui a terminé la course hors des délais |
| DSQ     | Indique un coureur qui a été disqualifié de la course                      |         |                                                            |

| Groupama-FDJ GFC | Groupama-FDJ GFC      | Groupama-FDJ GFC |
| ---------------- | --------------------- | ---------------- |
| Num              | Coureur               | Pos              |
| 1                | Lewis Askey (GBR)     | 12e              |
| 2                | Matthew Walls (GBR)   | 64e              |
| 3                | Thibaud Gruel (FRA)   | 39e              |
| 4                | Noah Hobbs (GBR)      | 34e              |
| 5                | Joshua Golliker (GBR) | 60e              |
| 6                | Brieuc Rolland (FRA)  | 38e              |

| Cofidis COF | Cofidis COF           | Cofidis COF |
| ----------- | --------------------- | ----------- |
| Num         | Coureur               | Pos         |
| 11          | Alexis Gougeard (FRA) | 70e         |
| 12          | Anthony Perez (FRA)   | 25e         |
| 13          | Eddy Finé (FRA)       | 68e         |
| 14          | Milan Fretin (BEL)    | AB          |
| 15          | Nolann Mahoudo (FRA)  | 66e         |
| 16          | Axel Mariault (FRA)   | 40e         |
| 17          | Alexis Renard (FRA)   | 2e          |

| Decathlon-AG2R La Mondiale DAT | Decathlon-AG2R La Mondiale DAT | Decathlon-AG2R La Mondiale DAT |
| ------------------------------ | ------------------------------ | ------------------------------ |
| Num                            | Coureur                        | Pos                            |
| 21                             | Sam Bennett (IRL)              | AB                             |
| 22                             | Tom Donnenwirth (FRA)          | 99e                            |
| 23                             | Paul Lapeira (FRA)             | 1er                            |
| 24                             | Jordan Labrosse (FRA)          | 4e                             |
| 25                             | Valentin Retailleau (FRA)      | 21e                            |
| 26                             | Killian Verschuren (FRA)       | 102e                           |
| 27                             | Baptiste Veistroffer (FRA)     | AB                             |

| Arkéa-B&B Hotels ARK | Arkéa-B&B Hotels ARK    | Arkéa-B&B Hotels ARK |
| -------------------- | ----------------------- | -------------------- |
| Num                  | Coureur                 | Pos                  |
| 31                   | Clément Venturini (FRA) | 37e                  |
| 32                   | Luca Mozzato (ITA)      | 14e                  |
| 33                   | Daniel McLay (GBR)      | 77e                  |
| 34                   | Anthony Delaplace (FRA) | 35e                  |
| 35                   | Donavan Grondin (FRA)   | 100e                 |
| 36                   | Pierre Thierry (FRA)    | 47e                  |
| 37                   | Léandre Lozouet (FRA)   | 42e                  |

| TotalEnergies TEN | TotalEnergies TEN       | TotalEnergies TEN |
| ----------------- | ----------------------- | ----------------- |
| Num               | Coureur                 | Pos               |
| 41                | Jason Tesson (FRA)      | 6e                |
| 42                | Émilien Jeannière (FRA) | 29e               |
| 43                | Alexis Vuillermoz (FRA) | 45e               |
| 44                | Fabien Doubey (FRA)     | 28e               |
| 45                | Valentin Ferron (FRA)   | 31e               |
| 46                | Fabien Grellier (FRA)   | 33e               |
| 47                | Paul Ourselin (FRA)     | 95e               |

| Bingoal WB BWB | Bingoal WB BWB          | Bingoal WB BWB |
| -------------- | ----------------------- | -------------- |
| Num            | Coureur                 | Pos            |
| 51             | Louis Blouwe (BEL)      | AB             |
| 52             | Michiel Lambrecht (BEL) | 56e            |
| 53             | Davide Persico (ITA)    | 52e            |
| 54             | Dimitri Peyskens (BEL)  | 23e            |
| 55             | Luca Van Boven (BEL)    | 15e            |
| 56             | Sil Van Daele (BEL)     | 79e            |
| 57             | Lucas Jacques (BEL)     | 61e            |

| Burgos-BH BBH | Burgos-BH BBH          | Burgos-BH BBH |
| ------------- | ---------------------- | ------------- |
| Num           | Coureur                | Pos           |
| 61            | Clément Alleno (FRA)   | 26e           |
| 62            | Antonio Angulo (ESP)   | 13e           |
| 63            | Óscar Pelegrí (ESP)    | AB            |
| 64            | Jesús Ezquerra (ESP)   | 18e           |
| 65            | Ángel Fuentes (ESP)    | 24e           |
| 66            | Alejandro Franco (ESP) | 90e           |
| 67            | Karel Vacek (CZE)      | 96e           |

| Euskaltel-Euskadi EUS | Euskaltel-Euskadi EUS          | Euskaltel-Euskadi EUS |
| --------------------- | ------------------------------ | --------------------- |
| Num                   | Coureur                        | Pos                   |
| 71                    | Jon Aberasturi (ESP)           | 11e                   |
| 72                    | Andoni López de Abetxuko (ESP) | AB                    |
| 73                    | Xabier Berasategi (ESP)        | 44e                   |
| 74                    | Iker Mintegi (ESP)             | 81e                   |
| 75                    | James Fouché (NZL)             | 16e                   |
| 76                    | Unai Cuadrado (ESP)            | 65e                   |
| 77                    | Gotzon Martín (ESP)            | 30e                   |

| Equipo Kern Pharma EKP | Equipo Kern Pharma EKP   | Equipo Kern Pharma EKP |
| ---------------------- | ------------------------ | ---------------------- |
| Num                    | Coureur                  | Pos                    |
| 81                     | Danny van der Tuuk (POL) | 97e                    |
| 82                     | Francisco Galván (ESP)   | 8e                     |
| 83                     | Unai Iribar (ESP)        | 22e                    |
| 84                     | Eugenio Sánchez (ESP)    | AB                     |
| 86                     | Martí Márquez (ESP)      | 71e                    |
| 87                     | Antonio Jesús Soto (ESP) | AB                     |

| Team Novo Nordisk TNN | Team Novo Nordisk TNN | Team Novo Nordisk TNN |
| --------------------- | --------------------- | --------------------- |
| Num                   | Coureur               | Pos                   |
| 91                    | Sam Brand (GBR)       | 84e                   |
| 92                    | Lucas Dauge (FRA)     | 101e                  |
| 93                    | Charles Planet (FRA)  | AB                    |
| 94                    | Declan Irvine (AUS)   | 83e                   |
| 95                    | Matyáš Kopecký (CZE)  | 5e                    |
| 96                    | Antonio Polga (ITA)   | 86e                   |
| 97                    | Filippo Ridolfo (ITA) | 94e                   |

| Saint Michel-Mavic-Auber 93 AUB | Saint Michel-Mavic-Auber 93 AUB | Saint Michel-Mavic-Auber 93 AUB |
| ------------------------------- | ------------------------------- | ------------------------------- |
| Num                             | Coureur                         | Pos                             |
| 101                             | Romain Cardis (FRA)             | 41e                             |
| 102                             | Jérémy Cabot (FRA)              | AB                              |
| 103                             | Dillon Corkery (IRL)            | 80e                             |
| 104                             | Lucas Beneteau (FRA)            | AB                              |
| 105                             | Jérémy Lecroq (FRA)             | 78e                             |
| 106                             | Alexandre Delettre (FRA)        | 17e                             |
| 107                             | Nicolas Breuillard (FRA)        | 27e                             |

| CIC U Nantes Atlantique UCN | CIC U Nantes Atlantique UCN | CIC U Nantes Atlantique UCN |
| --------------------------- | --------------------------- | --------------------------- |
| Num                         | Coureur                     | Pos                         |
| 111                         | Artus Jaladeau (FRA)        | 98e                         |
| 112                         | Jon Rye-Johnsen (NOR)       | 48e                         |
| 113                         | Clément Braz Afonso (FRA)   | 36e                         |
| 114                         | Enzo Briand (FRA)           | AB                          |
| 115                         | Léo Danès (FRA)             | 50e                         |
| 116                         | Maël Guégan (FRA)           | 10e                         |
| 117                         | Robin Plamondon (CAN)       | 53e                         |

| Nice Métropole Côte d'Azur NMC | Nice Métropole Côte d'Azur NMC | Nice Métropole Côte d'Azur NMC |
| ------------------------------ | ------------------------------ | ------------------------------ |
| Num                            | Coureur                        | Pos                            |
| 121                            | Noah Knecht (FRA)              | AB                             |
| 122                            | Damien Girard (FRA)            | AB                             |
| 123                            | Paul Hennequin (FRA)           | 63e                            |
| 124                            | Jean-Louis Le Ny (FRA)         | AB                             |
| 125                            | Alexander Konijn (NED)         | AB                             |
| 126                            | Axel Narbonne-Zuccarelli (FRA) | 32e                            |
| 127                            | Alexandre Léonien (FRA)        | 92e                            |

| Van Rysel-Roubaix VRR | Van Rysel-Roubaix VRR  | Van Rysel-Roubaix VRR |
| --------------------- | ---------------------- | --------------------- |
| Num                   | Coureur                | Pos                   |
| 131                   | Thomas Boudat (FRA)    | 72e                   |
| 132                   | Emmanuel Morin (FRA)   | 7e                    |
| 133                   | Rait Ärm (EST)         | 51e                   |
| 134                   | Kévin Avoine (FRA)     | 49e                   |
| 135                   | Célestin Guillon (FRA) | 67e                   |
| 136                   | Norman Vahtra (EST)    | 76e                   |
| 137                   | Jérémy Leveau (FRA)    | 20e                   |

| Tarteletto-Isorex TIS | Tarteletto-Isorex TIS   | Tarteletto-Isorex TIS |
| --------------------- | ----------------------- | --------------------- |
| Num                   | Coureur                 | Pos                   |
| 141                   | Timothy Dupont (BEL)    | 9e                    |
| 142                   | Jacob Relaes (BEL)      | 57e                   |
| 143                   | Ewout De Keyser (BEL)   | 62e                   |
| 144                   | Peder Dahl Strand (NOR) | 58e                   |
| 145                   | Gianni Marchand (BEL)   | 59e                   |
| 146                   | Torsten Demeyere (BEL)  | AB                    |
| 147                   | Alex Vandenbulcke (BEL) | AB                    |

| BHS-PL Beton Bornholm BPC | BHS-PL Beton Bornholm BPC       | BHS-PL Beton Bornholm BPC |
| ------------------------- | ------------------------------- | ------------------------- |
| Num                       | Coureur                         | Pos                       |
| 151                       | Martin Szokody                  | 73e                       |
| 152                       | Jacob Schebye                   | AB                        |
| 153                       | Emil Schandorff Iwersen (DEN)   | 19e                       |
| 154                       | Sebastian Ryttersgaard (DEN)    | 54e                       |
| 155                       | Mads-Emil Dupont Hougaard (DEN) | 74e                       |
| 156                       | Mikkel Øritsland (DEN)          | 75e                       |
| 157                       | Victor Grue Enggaard (DEN)      | 69e                       |

| Beltrami TSA-Tre Colli BTC | Beltrami TSA-Tre Colli BTC | Beltrami TSA-Tre Colli BTC |
| -------------------------- | -------------------------- | -------------------------- |
| Num                        | Coureur                    | Pos                        |
| 161                        | Edoardo Burani (ITA)       | AB                         |
| 162                        | Andrea Biancalani (ITA)    | 55e                        |
| 163                        | Gabriel Fede (ITA)         | 89e                        |
| 164                        | Valentino Kamberaj (ITA)   | 85e                        |
| 165                        | Alex Raimondi (ITA)        | 91e                        |
| 166                        | Nicola Rossi (ITA)         | 82e                        |
| 167                        | Giacomo Tagliavini (ITA)   | 93e                        |

| Israel-Premier Tech IPT | Israel-Premier Tech IPT | Israel-Premier Tech IPT |
| ----------------------- | ----------------------- | ----------------------- |
| Num                     | Coureur                 | Pos                     |
| 171                     | Tom Van Asbroeck (BEL)  | 3e                      |
| 172                     | Nadav Raisberg (ISR)    | 46e                     |
| 173                     | Pier-André Côté (CAN)   | 43e                     |
| 174                     | Moritz Kretschy (GER)   | AB                      |
| 175                     | Rotem Tene (ISR)        | 88e                     |
| 176                     | Álvaro García (ESP)     | 87e                     |
| 177                     | Kiaan Watts (NZL)       | AB                      |

| Groupama-FDJ GFC | Groupama-FDJ GFC      | Groupama-FDJ GFC |
| ---------------- | --------------------- | ---------------- |
| Num              | Coureur               | Pos              |
| 1                | Lewis Askey (GBR)     | 12e              |
| 2                | Matthew Walls (GBR)   | 64e              |
| 3                | Thibaud Gruel (FRA)   | 39e              |
| 4                | Noah Hobbs (GBR)      | 34e              |
| 5                | Joshua Golliker (GBR) | 60e              |
| 6                | Brieuc Rolland (FRA)  | 38e              |

| Cofidis COF | Cofidis COF           | Cofidis COF |
| ----------- | --------------------- | ----------- |
| Num         | Coureur               | Pos         |
| 11          | Alexis Gougeard (FRA) | 70e         |
| 12          | Anthony Perez (FRA)   | 25e         |
| 13          | Eddy Finé (FRA)       | 68e         |
| 14          | Milan Fretin (BEL)    | AB          |
| 15          | Nolann Mahoudo (FRA)  | 66e         |
| 16          | Axel Mariault (FRA)   | 40e         |
| 17          | Alexis Renard (FRA)   | 2e          |

| Decathlon-AG2R La Mondiale DAT | Decathlon-AG2R La Mondiale DAT | Decathlon-AG2R La Mondiale DAT |
| ------------------------------ | ------------------------------ | ------------------------------ |
| Num                            | Coureur                        | Pos                            |
| 21                             | Sam Bennett (IRL)              | AB                             |
| 22                             | Tom Donnenwirth (FRA)          | 99e                            |
| 23                             | Paul Lapeira (FRA)             | 1er                            |
| 24                             | Jordan Labrosse (FRA)          | 4e                             |
| 25                             | Valentin Retailleau (FRA)      | 21e                            |
| 26                             | Killian Verschuren (FRA)       | 102e                           |
| 27                             | Baptiste Veistroffer (FRA)     | AB                             |

| Arkéa-B&B Hotels ARK | Arkéa-B&B Hotels ARK    | Arkéa-B&B Hotels ARK |
| -------------------- | ----------------------- | -------------------- |
| Num                  | Coureur                 | Pos                  |
| 31                   | Clément Venturini (FRA) | 37e                  |
| 32                   | Luca Mozzato (ITA)      | 14e                  |
| 33                   | Daniel McLay (GBR)      | 77e                  |
| 34                   | Anthony Delaplace (FRA) | 35e                  |
| 35                   | Donavan Grondin (FRA)   | 100e                 |
| 36                   | Pierre Thierry (FRA)    | 47e                  |
| 37                   | Léandre Lozouet (FRA)   | 42e                  |

| TotalEnergies TEN | TotalEnergies TEN       | TotalEnergies TEN |
| ----------------- | ----------------------- | ----------------- |
| Num               | Coureur                 | Pos               |
| 41                | Jason Tesson (FRA)      | 6e                |
| 42                | Émilien Jeannière (FRA) | 29e               |
| 43                | Alexis Vuillermoz (FRA) | 45e               |
| 44                | Fabien Doubey (FRA)     | 28e               |
| 45                | Valentin Ferron (FRA)   | 31e               |
| 46                | Fabien Grellier (FRA)   | 33e               |
| 47                | Paul Ourselin (FRA)     | 95e               |

| Bingoal WB BWB | Bingoal WB BWB          | Bingoal WB BWB |
| -------------- | ----------------------- | -------------- |
| Num            | Coureur                 | Pos            |
| 51             | Louis Blouwe (BEL)      | AB             |
| 52             | Michiel Lambrecht (BEL) | 56e            |
| 53             | Davide Persico (ITA)    | 52e            |
| 54             | Dimitri Peyskens (BEL)  | 23e            |
| 55             | Luca Van Boven (BEL)    | 15e            |
| 56             | Sil Van Daele (BEL)     | 79e            |
| 57             | Lucas Jacques (BEL)     | 61e            |

| Burgos-BH BBH | Burgos-BH BBH          | Burgos-BH BBH |
| ------------- | ---------------------- | ------------- |
| Num           | Coureur                | Pos           |
| 61            | Clément Alleno (FRA)   | 26e           |
| 62            | Antonio Angulo (ESP)   | 13e           |
| 63            | Óscar Pelegrí (ESP)    | AB            |
| 64            | Jesús Ezquerra (ESP)   | 18e           |
| 65            | Ángel Fuentes (ESP)    | 24e           |
| 66            | Alejandro Franco (ESP) | 90e           |
| 67            | Karel Vacek (CZE)      | 96e           |

| Euskaltel-Euskadi EUS | Euskaltel-Euskadi EUS          | Euskaltel-Euskadi EUS |
| --------------------- | ------------------------------ | --------------------- |
| Num                   | Coureur                        | Pos                   |
| 71                    | Jon Aberasturi (ESP)           | 11e                   |
| 72                    | Andoni López de Abetxuko (ESP) | AB                    |
| 73                    | Xabier Berasategi (ESP)        | 44e                   |
| 74                    | Iker Mintegi (ESP)             | 81e                   |
| 75                    | James Fouché (NZL)             | 16e                   |
| 76                    | Unai Cuadrado (ESP)            | 65e                   |
| 77                    | Gotzon Martín (ESP)            | 30e                   |

| Equipo Kern Pharma EKP | Equipo Kern Pharma EKP   | Equipo Kern Pharma EKP |
| ---------------------- | ------------------------ | ---------------------- |
| Num                    | Coureur                  | Pos                    |
| 81                     | Danny van der Tuuk (POL) | 97e                    |
| 82                     | Francisco Galván (ESP)   | 8e                     |
| 83                     | Unai Iribar (ESP)        | 22e                    |
| 84                     | Eugenio Sánchez (ESP)    | AB                     |
| 86                     | Martí Márquez (ESP)      | 71e                    |
| 87                     | Antonio Jesús Soto (ESP) | AB                     |

| Team Novo Nordisk TNN | Team Novo Nordisk TNN | Team Novo Nordisk TNN |
| --------------------- | --------------------- | --------------------- |
| Num                   | Coureur               | Pos                   |
| 91                    | Sam Brand (GBR)       | 84e                   |
| 92                    | Lucas Dauge (FRA)     | 101e                  |
| 93                    | Charles Planet (FRA)  | AB                    |
| 94                    | Declan Irvine (AUS)   | 83e                   |
| 95                    | Matyáš Kopecký (CZE)  | 5e                    |
| 96                    | Antonio Polga (ITA)   | 86e                   |
| 97                    | Filippo Ridolfo (ITA) | 94e                   |

| Saint Michel-Mavic-Auber 93 AUB | Saint Michel-Mavic-Auber 93 AUB | Saint Michel-Mavic-Auber 93 AUB |
| ------------------------------- | ------------------------------- | ------------------------------- |
| Num                             | Coureur                         | Pos                             |
| 101                             | Romain Cardis (FRA)             | 41e                             |
| 102                             | Jérémy Cabot (FRA)              | AB                              |
| 103                             | Dillon Corkery (IRL)            | 80e                             |
| 104                             | Lucas Beneteau (FRA)            | AB                              |
| 105                             | Jérémy Lecroq (FRA)             | 78e                             |
| 106                             | Alexandre Delettre (FRA)        | 17e                             |
| 107                             | Nicolas Breuillard (FRA)        | 27e                             |

| CIC U Nantes Atlantique UCN | CIC U Nantes Atlantique UCN | CIC U Nantes Atlantique UCN |
| --------------------------- | --------------------------- | --------------------------- |
| Num                         | Coureur                     | Pos                         |
| 111                         | Artus Jaladeau (FRA)        | 98e                         |
| 112                         | Jon Rye-Johnsen (NOR)       | 48e                         |
| 113                         | Clément Braz Afonso (FRA)   | 36e                         |
| 114                         | Enzo Briand (FRA)           | AB                          |
| 115                         | Léo Danès (FRA)             | 50e                         |
| 116                         | Maël Guégan (FRA)           | 10e                         |
| 117                         | Robin Plamondon (CAN)       | 53e                         |

| Nice Métropole Côte d'Azur NMC | Nice Métropole Côte d'Azur NMC | Nice Métropole Côte d'Azur NMC |
| ------------------------------ | ------------------------------ | ------------------------------ |
| Num                            | Coureur                        | Pos                            |
| 121                            | Noah Knecht (FRA)              | AB                             |
| 122                            | Damien Girard (FRA)            | AB                             |
| 123                            | Paul Hennequin (FRA)           | 63e                            |
| 124                            | Jean-Louis Le Ny (FRA)         | AB                             |
| 125                            | Alexander Konijn (NED)         | AB                             |
| 126                            | Axel Narbonne-Zuccarelli (FRA) | 32e                            |
| 127                            | Alexandre Léonien (FRA)        | 92e                            |

| Van Rysel-Roubaix VRR | Van Rysel-Roubaix VRR  | Van Rysel-Roubaix VRR |
| --------------------- | ---------------------- | --------------------- |
| Num                   | Coureur                | Pos                   |
| 131                   | Thomas Boudat (FRA)    | 72e                   |
| 132                   | Emmanuel Morin (FRA)   | 7e                    |
| 133                   | Rait Ärm (EST)         | 51e                   |
| 134                   | Kévin Avoine (FRA)     | 49e                   |
| 135                   | Célestin Guillon (FRA) | 67e                   |
| 136                   | Norman Vahtra (EST)    | 76e                   |
| 137                   | Jérémy Leveau (FRA)    | 20e                   |

| Tarteletto-Isorex TIS | Tarteletto-Isorex TIS   | Tarteletto-Isorex TIS |
| --------------------- | ----------------------- | --------------------- |
| Num                   | Coureur                 | Pos                   |
| 141                   | Timothy Dupont (BEL)    | 9e                    |
| 142                   | Jacob Relaes (BEL)      | 57e                   |
| 143                   | Ewout De Keyser (BEL)   | 62e                   |
| 144                   | Peder Dahl Strand (NOR) | 58e                   |
| 145                   | Gianni Marchand (BEL)   | 59e                   |
| 146                   | Torsten Demeyere (BEL)  | AB                    |
| 147                   | Alex Vandenbulcke (BEL) | AB                    |

| BHS-PL Beton Bornholm BPC | BHS-PL Beton Bornholm BPC       | BHS-PL Beton Bornholm BPC |
| ------------------------- | ------------------------------- | ------------------------- |
| Num                       | Coureur                         | Pos                       |
| 151                       | Martin Szokody                  | 73e                       |
| 152                       | Jacob Schebye                   | AB                        |
| 153                       | Emil Schandorff Iwersen (DEN)   | 19e                       |
| 154                       | Sebastian Ryttersgaard (DEN)    | 54e                       |
| 155                       | Mads-Emil Dupont Hougaard (DEN) | 74e                       |
| 156                       | Mikkel Øritsland (DEN)          | 75e                       |
| 157                       | Victor Grue Enggaard (DEN)      | 69e                       |

| Beltrami TSA-Tre Colli BTC | Beltrami TSA-Tre Colli BTC | Beltrami TSA-Tre Colli BTC |
| -------------------------- | -------------------------- | -------------------------- |
| Num                        | Coureur                    | Pos                        |
| 161                        | Edoardo Burani (ITA)       | AB                         |
| 162                        | Andrea Biancalani (ITA)    | 55e                        |
| 163                        | Gabriel Fede (ITA)         | 89e                        |
| 164                        | Valentino Kamberaj (ITA)   | 85e                        |
| 165                        | Alex Raimondi (ITA)        | 91e                        |
| 166                        | Nicola Rossi (ITA)         | 82e                        |
| 167                        | Giacomo Tagliavini (ITA)   | 93e                        |

| Israel-Premier Tech IPT | Israel-Premier Tech IPT | Israel-Premier Tech IPT |
| ----------------------- | ----------------------- | ----------------------- |
| Num                     | Coureur                 | Pos                     |
| 171                     | Tom Van Asbroeck (BEL)  | 3e                      |
| 172                     | Nadav Raisberg (ISR)    | 46e                     |
| 173                     | Pier-André Côté (CAN)   | 43e                     |
| 174                     | Moritz Kretschy (GER)   | AB                      |
| 175                     | Rotem Tene (ISR)        | 88e                     |
| 176                     | Álvaro García (ESP)     | 87e                     |
| 177                     | Kiaan Watts (NZL)       | AB                      |